# Gare d'Ypres
La gare d'Ypres (en néerlandais : station Ieper) est une gare ferroviaire belge de la ligne 69 de Y Courtrai-Ouest à Poperinge située à proximité du centre de la ville d'Ypres, en Région flamande dans la province de Flandre-Occidentale.
Elle est mise en service en 1853 par la Société des chemins de fer de la Flandre-Occidentale (FO). 
C'est une gare de la Société nationale des chemins de fer belges (SNCB) desservie par des trains InterCity (IC) et Heure de pointe (P).

## Situation ferroviaire
Établie à 21 mètres d'altitude, la gare d'Ypres est située au point kilométrique (PK) 32,123 de la ligne 69 de Y Courtrai-Ouest à Poperinge, entre les gares ouvertes de Poperinge et de Comines.
C'est une ancienne gare de bifurcation, aboutissement de la ligne 63 de Torhout à Ypres.

## Histoire

La gare après mai 1900.

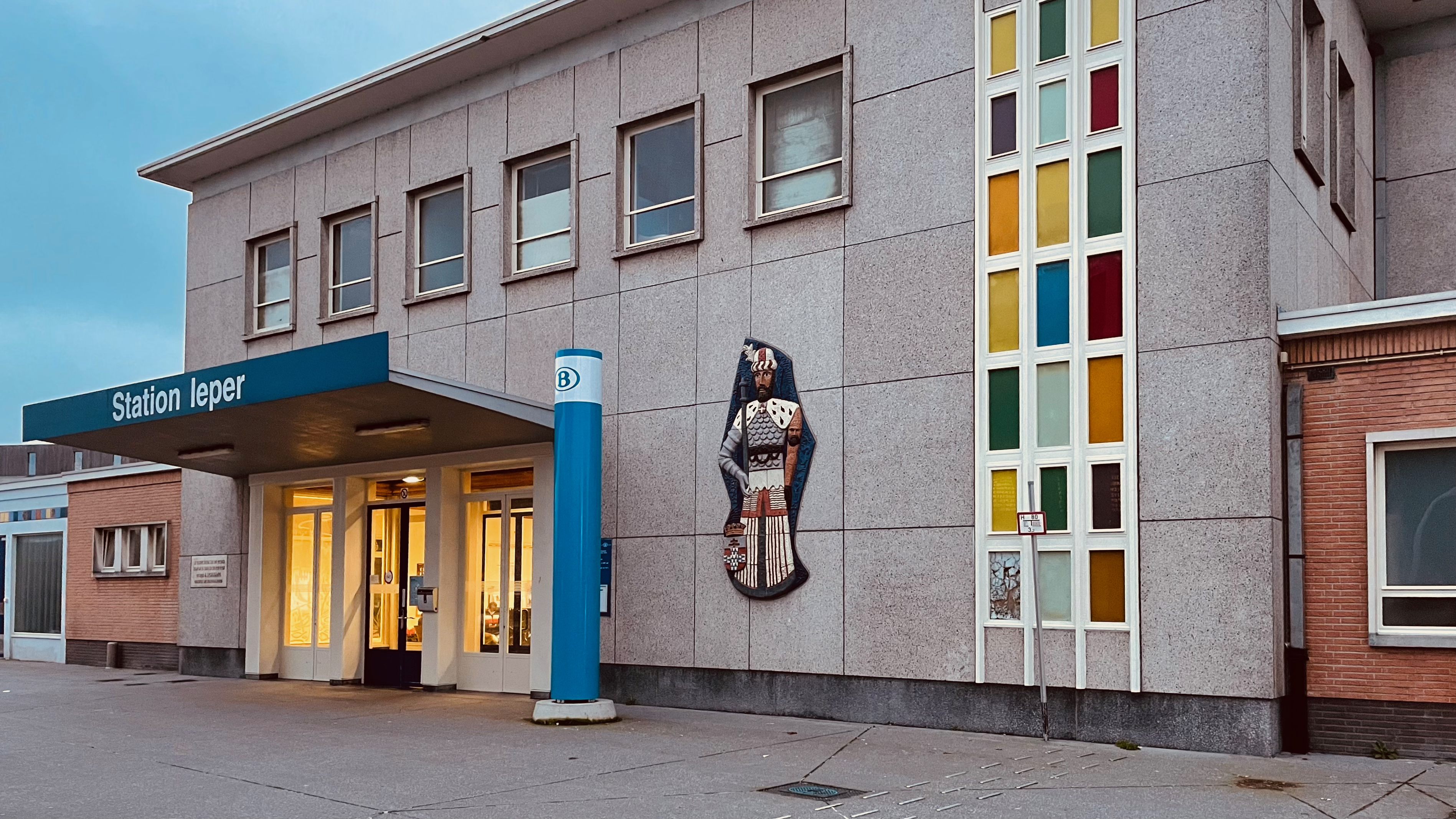
Fresques en façade du bâtiment de 1961.

La gare d'Ypres est mise en service 20 juin 1853, par la Société des chemins de fer de la Flandre-Occidentale (FO), lorsqu'elle ouvre à l'exploitation la section de Comines à Ypres de sa ligne de Courtrai à Poperinge. La section suivante d'Ypres à Poperinge est ouverte, comme l'intégralité de la ligne, le 20 mars 1854. 
Le bâtiment de la gare, un pavillon néoclassique sans étage à sept huit travées, du même style que les autres stations de la compagnie FO construites dans les années 1850, est jugé trop petit et démoli vers 1900. 
Le nouveau bâtiment de gare de style éclectique, inauguré le 1er mai 1900, était un édifice symétrique constitué de trois pavillons à pignon transversal séparé par des ailes à cinq ouvertures. Sans étages, ce bâtiment en briques richement décoré de frises, pierres taillées et ferronneries, logeait la salle des pas perdus dans le pavillon central. La compagnie FO est nationalisée en 1906 et la gare, comme la plupart des bâtiments de la ville, est réduite à l'état de ruine pendant la Première Guerre. 
Bien plus grande que les bâtiments ayant jusqu'ici exercé cette fonction, la nouvelle gare d'Ypres est bâtie en matériaux provisoires (colombages et remplissage en briques) et comporte une trentaine de travées. La maquette d'un bâtiment définitif, de style ancien, comportant une tour d'horloge et une haute salle des pas perdus est présentée en 1940 ; il ne sera jamais réalisé. 
Le bâtiment actuel de la gare d'Ypres, au style moderne et composé de trois parties de forme rectangulaire, date de 1961.

## Service des voyageurs

### Accueil
Gare SNCB, elle dispose d'un bâtiment voyageurs, avec guichet, ouvert tous les jours. Elle propose des aménagements, équipements et services pour les personnes à la mobilité réduite (notamment : parking, point d'accueil, toilettes, quais bas, boucle d'induction et rampe mobile).
Un souterrain permet la traversée des voies et le passage d'un quai à l'autre.

Installations
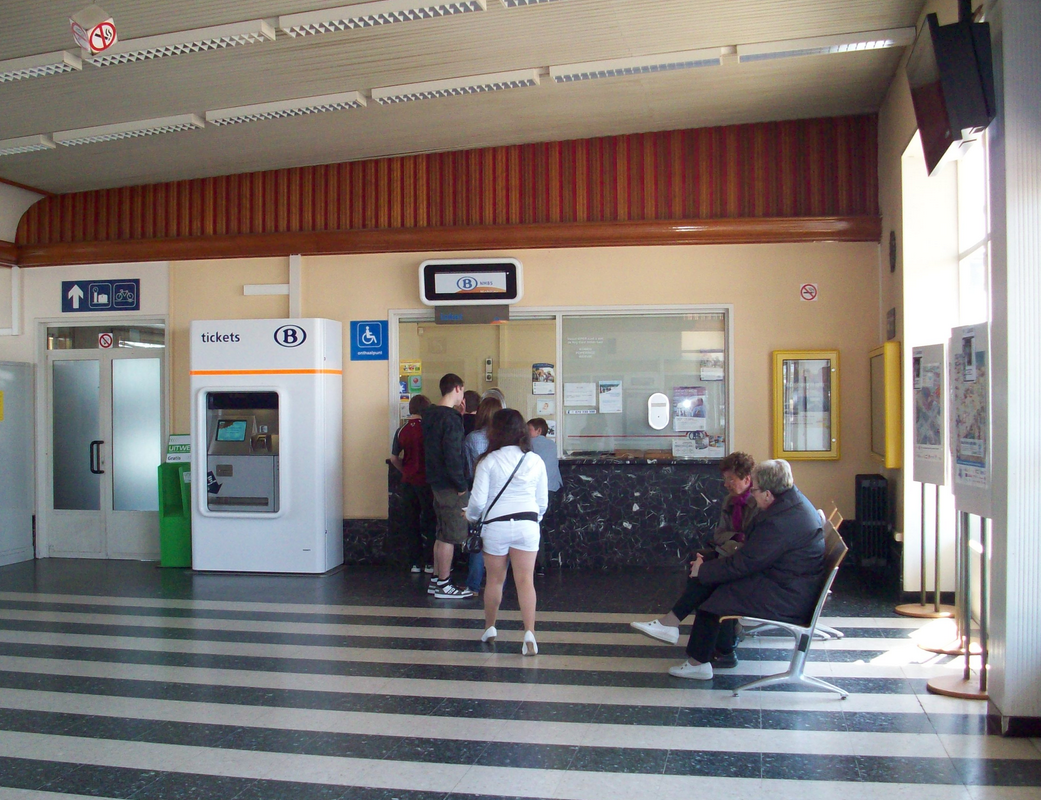
Guichet.
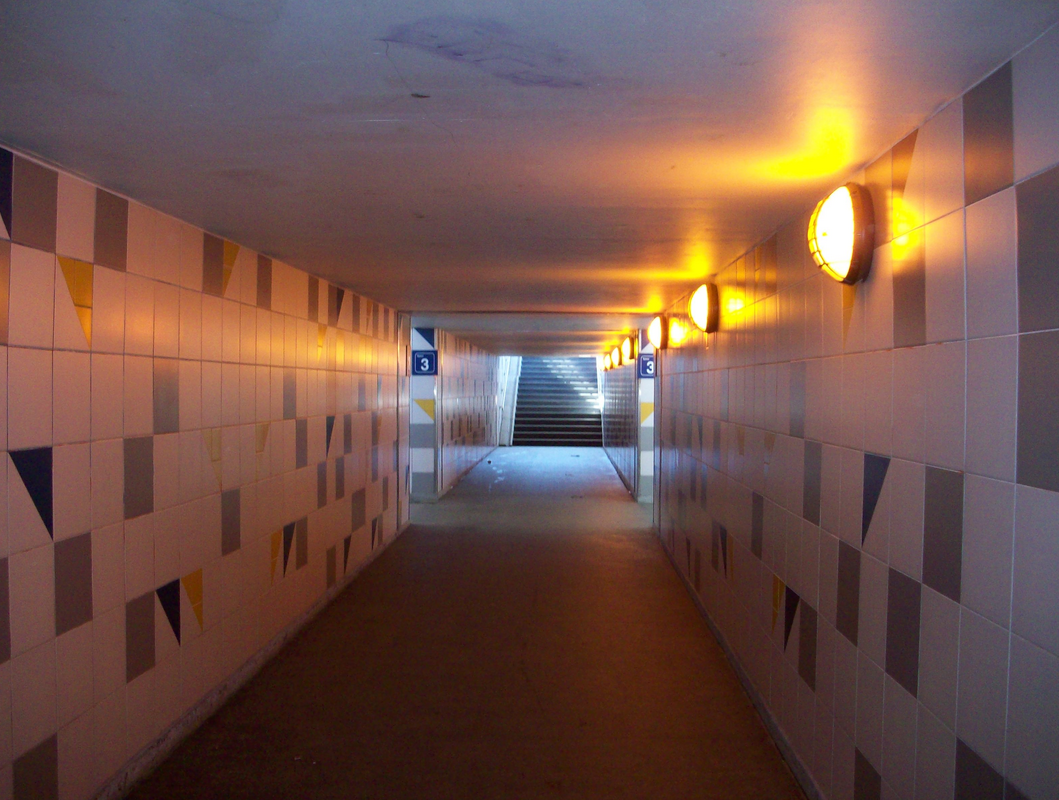
Souterrain.
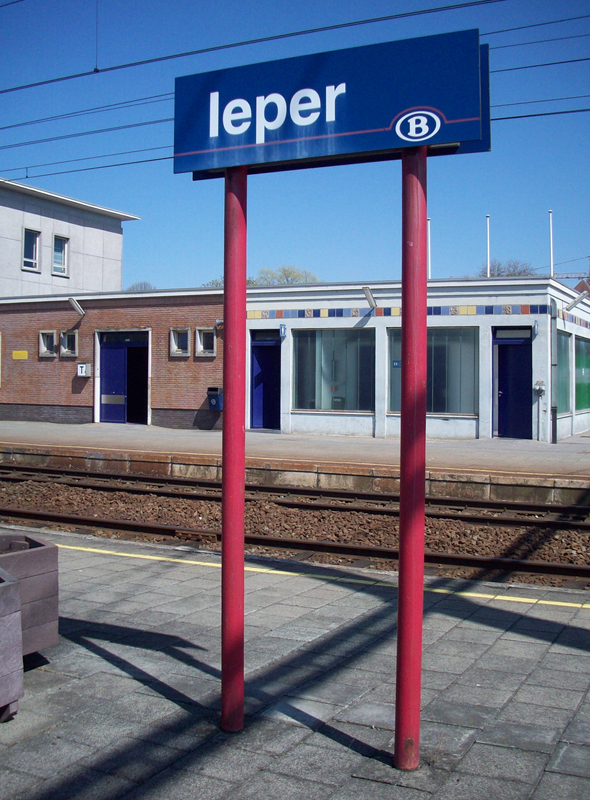
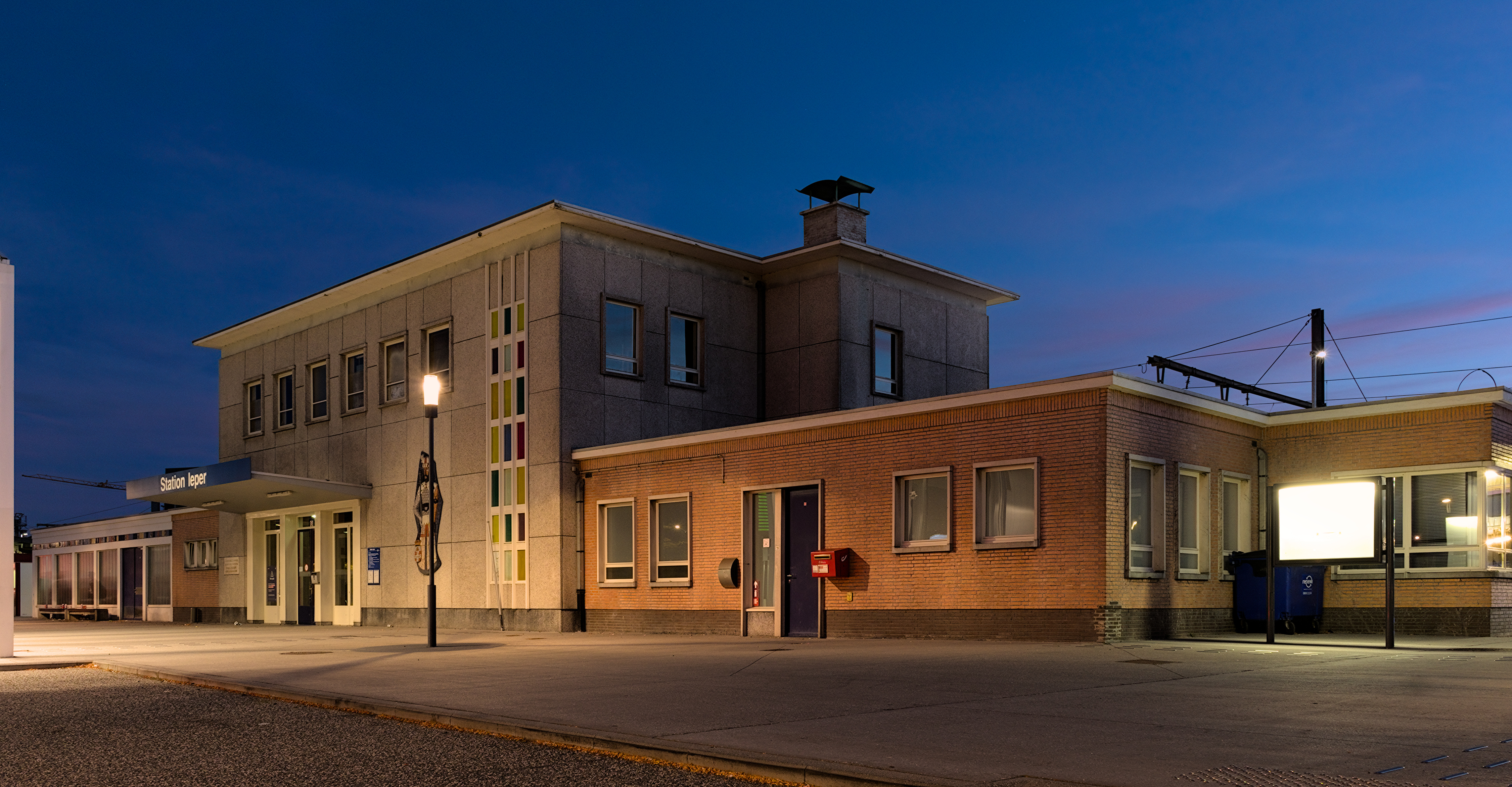
Bâtiment voyageurs et entrée de la gare

### Desserte
Ypres est desservie par des trains InterCity (IC) et Heure de pointe (P) de la SNCB, qui effectuent des missions sur la ligne commerciale 69 (Courtrai - Poperinge).
En semaine, comme les week-ends, Ypres possède une desserte régulière cadencée à l’heure : des trains IC-04 effectuant le trajet Poperinge - Courtrai - Gand - Saint-Nicolas - Anvers-Central. Quelques trains supplémentaires d'heure de pointe se rajoutent en semaine : deux trains P de Poperinge à Schaerbeek (le matin), un train P dans chaque sens entre Poperinge et Courtrai (le matin), un train P dans chaque sens entre Poperinge et Courtrai (l’après-midi) et deux trains P de Schaerbeek à Poperinge (l’après-midi). Le dimanche soir, en période scolaire, un unique train P relie Poperinge à Sint-Joris-Weert (près de Louvain).

Installations et dessertes
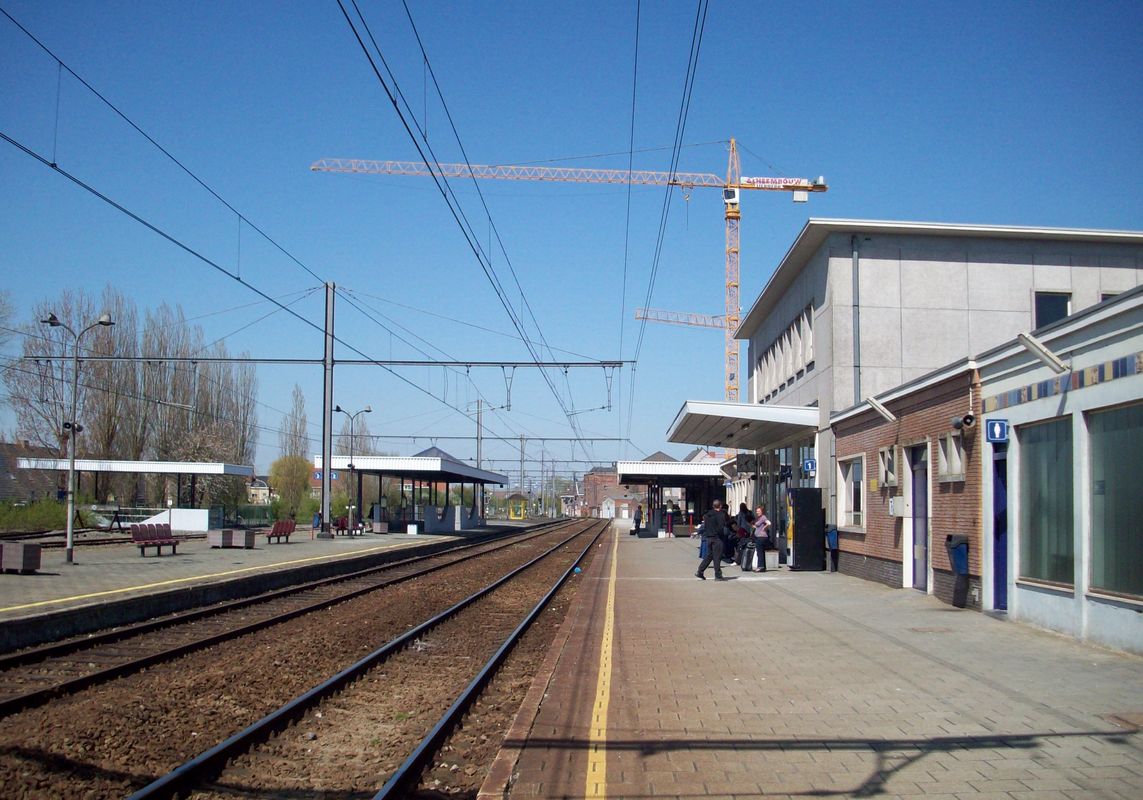
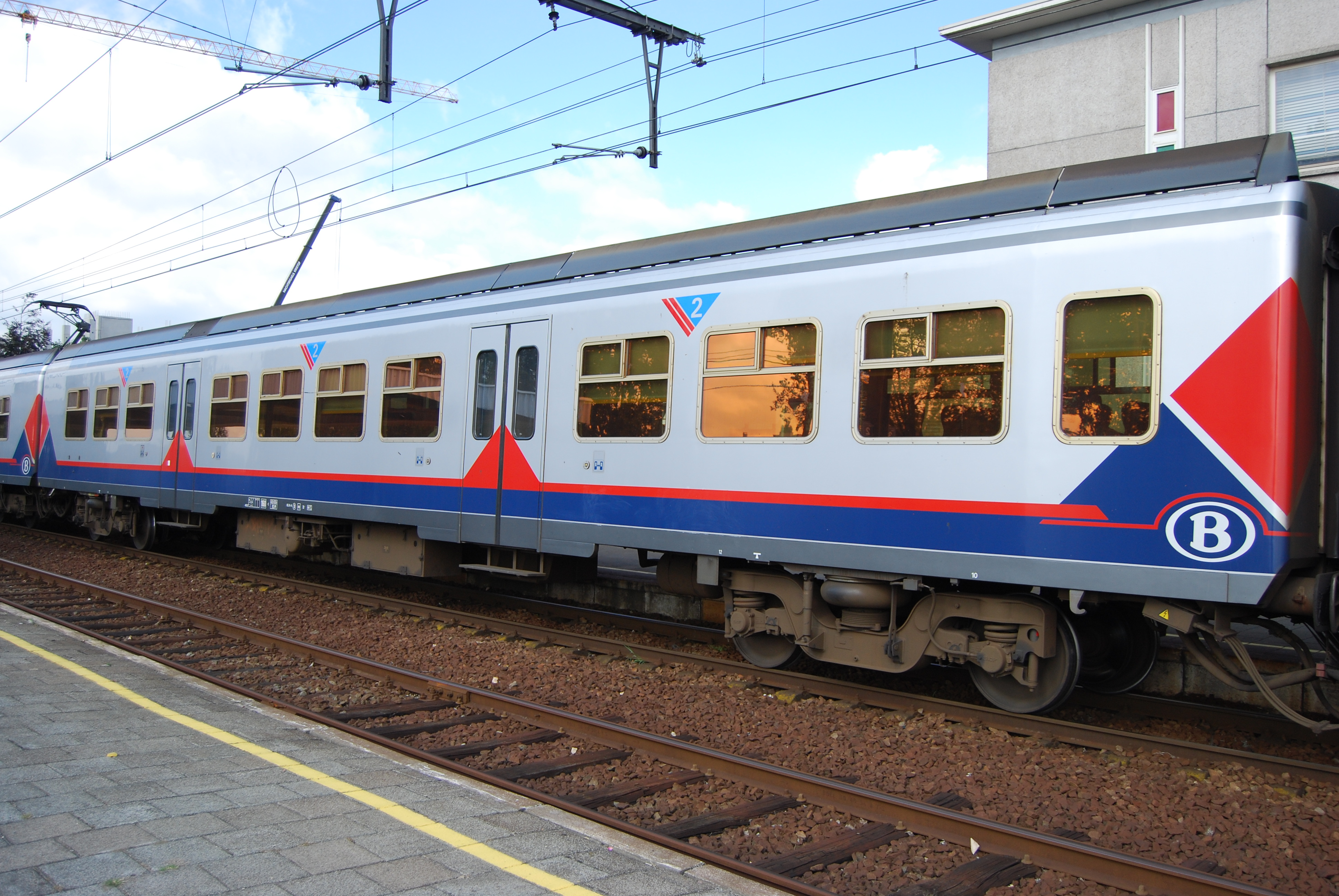
2009.
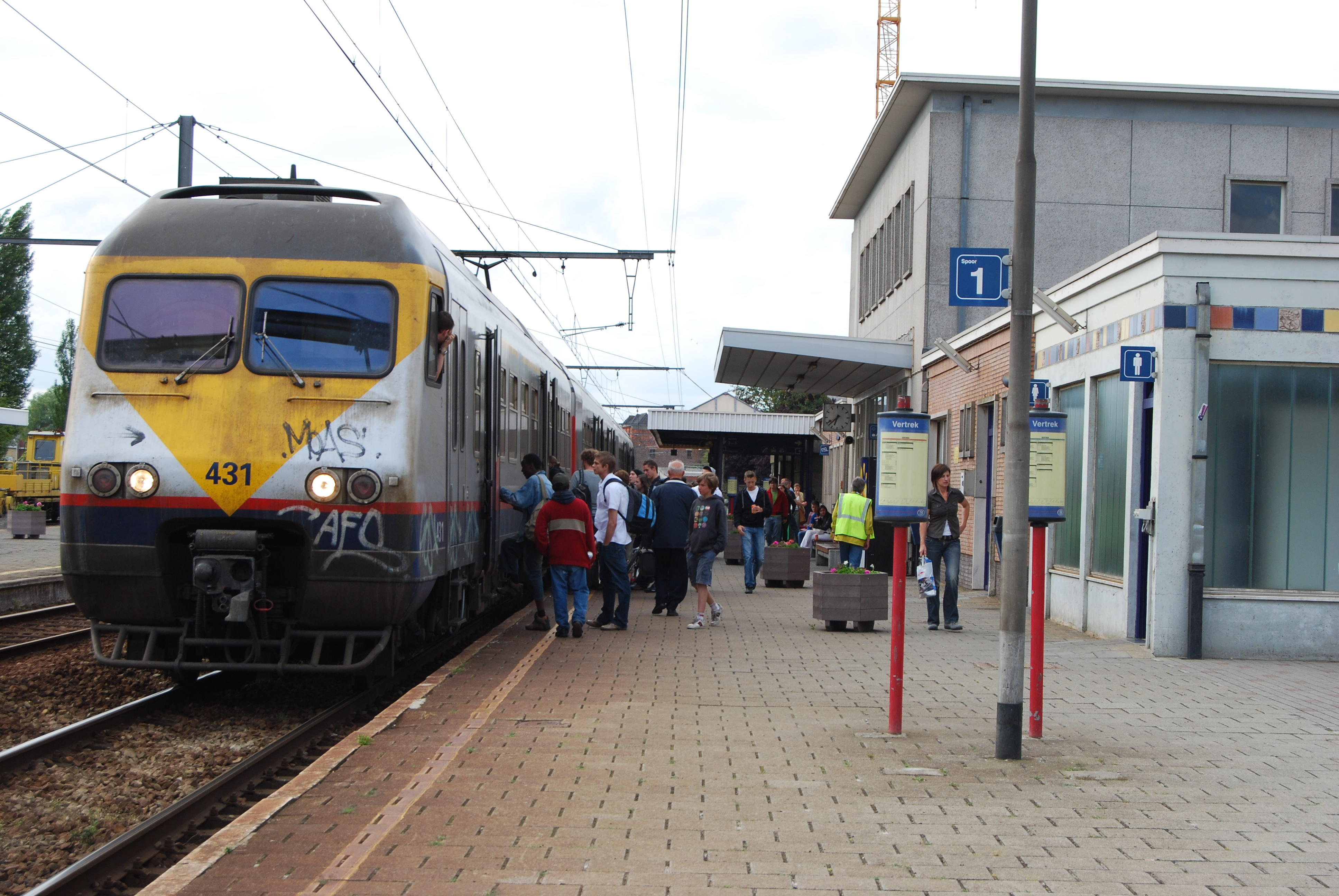
2009.

### Intermodalité
Le stationnement des véhicules est possible autour de la gare. Un arrêt de bus est situé à proximité.

## Comptage voyageurs
Ce graphique et tableau montre le nombre de voyageurs embarquant en moyenne durant la semaine, le samedi et le dimanche.
| Nombre de passagers qui embarquent à la gare d`Ypres | Nombre de passagers qui embarquent à la gare d`Ypres | Nombre de passagers qui embarquent à la gare d`Ypres | Nombre de passagers qui embarquent à la gare d`Ypres |
|                                                      | Semaine                                              | Samedi                                               | Dimanche                                             |
| ---------------------------------------------------- | ---------------------------------------------------- | ---------------------------------------------------- | ---------------------------------------------------- |
| 1977                                                 | 949                                                  | 289                                                  | 493                                                  |
| 1978                                                 | 859                                                  | 288                                                  | 537                                                  |
| 1979                                                 | 808                                                  | 309                                                  | 654                                                  |
| 1980                                                 | 820                                                  | 304                                                  | 596                                                  |
| 1981                                                 | 880                                                  | 326                                                  | 758                                                  |
| 1982                                                 | 1 071                                                | 371                                                  | 660                                                  |
| 1983                                                 | 1 126                                                | 327                                                  | 882                                                  |
| 1984                                                 | 887                                                  | 344                                                  | 538                                                  |
| 1985                                                 | 1 168                                                | 329                                                  | 723                                                  |
| 1986                                                 | 1 317                                                | 265                                                  | 568                                                  |
| 1987                                                 | 1 130                                                | 350                                                  | 744                                                  |
| 1988                                                 | 1 155                                                | 419                                                  | 929                                                  |
| 1989                                                 | 1 216                                                | 378                                                  | 695                                                  |
| 1990                                                 | 1 036                                                | 424                                                  | 673                                                  |
| 1991                                                 | 1 176                                                | 430                                                  | 987                                                  |
| 1992                                                 | 1 161                                                | 418                                                  | 917                                                  |
| 1993                                                 | 1 182                                                | 458                                                  | 843                                                  |
| 1994                                                 | 1 151                                                | 516                                                  | 932                                                  |
| 1995                                                 | 1 034                                                | 419                                                  | 818                                                  |
| 1996                                                 | 1 158                                                | 582                                                  | 905                                                  |
| 1997                                                 | 1 059                                                | 501                                                  | 692                                                  |
| 1998                                                 | 1 130                                                | 484                                                  | 864                                                  |
| 1999                                                 | 1 312                                                | 533                                                  | 974                                                  |
| 2000                                                 | 1 297                                                | 519                                                  | 866                                                  |
| 2001                                                 | 1 365                                                | 619                                                  | 1 113                                                |
| 2002                                                 | 1 274                                                | 603                                                  | 1 059                                                |
| 2003                                                 | 1 290                                                | 670                                                  | 1 064                                                |
| 2004                                                 | 1 293                                                | 652                                                  | 1 084                                                |
| 2005                                                 | 1 301                                                | 785                                                  | 1 262                                                |
| 2006                                                 | 1 317                                                | 710                                                  | 981                                                  |
| 2007                                                 | 1 200                                                | 695                                                  | 1 230                                                |
| 2008                                                 | -                                                    | -                                                    | -                                                    |
| 2009                                                 | 1 080                                                | 548                                                  | 991                                                  |
| 2010                                                 | -                                                    | -                                                    | -                                                    |
| 2011                                                 | -                                                    | -                                                    | -                                                    |
| 2012                                                 | 1 148                                                | 556                                                  | 791                                                  |
| 2013                                                 | 1 169                                                | 526                                                  | 599                                                  |
| 2014                                                 | 1 203                                                | 563                                                  | 754                                                  |
| 2015                                                 | 1 199                                                | 536                                                  | 788                                                  |
| 2016                                                 | 1 226                                                | 675                                                  | 948                                                  |
| 2017                                                 | 1 257                                                | 486                                                  | 687                                                  |
| 2018                                                 | 1 191                                                | 528                                                  | 699                                                  |
| 2019                                                 | 1 190                                                | 613                                                  | 718                                                  |
| 2020                                                 | 936                                                  | 399                                                  | 436                                                  |
| 2021                                                 | -                                                    | -                                                    | -                                                    |
| 2022                                                 | 1 228                                                | 605                                                  | 827                                                  |
| 2023                                                 | 1 175                                                | 738                                                  | 840                                                  |
| 2024                                                 | 1 123                                                | 404                                                  | 464                                                  |